# Markus Braude
Markus Braude (ur. 1869 w Brześciu, zm. 1949 w Izraelu) – polski rabin, działacz społeczny i polityczny, senator I kadencji Senatu II RP.

## Życiorys
W 1900 ukończył filozofię i studia rabinackie w Berlinie. W 1909 objął stanowisko rabina w Stanisławowie. W tym samym roku przeniósł się do Łodzi, gdzie pracował jako rabin do 1939. Był aktywnym członkiem ruchu syjonistycznego. Prowadził też ożywioną działalność na polu oświatowym.
Należał do komitetu centralnego Organizacji Syjonistycznej w Polsce i komitetu centralnego Żydowskiej Rady Narodowej. Był senatorem I kadencji odrodzonej Rzeczypospolitej i przewodniczącym Koła Żydowskiego w wyższej izbie parlamentu (1922–1927).
W 1940 znalazł się w Brytyjskim Mandacie Palestyny, gdzie pozostał do końca życia.
Był ojcem Miriam Braude.